# دهستان آرندان
دهستان آرندان نام دهستانی در بخش مرکزی شهرستان سنندج، استان کردستان در ایران است. براساس سرشماری مرکز آمار ایران در سال ۱۳۸۵، جمعیت آن ۴۰۱۲ نفر (۹۴۶ خانوار) بوده‌است.
نام روستایی بزرگ در شمال شهر سنندج با پیشینه ای کهن و مردمانی مهمان نواز، باسواد و اهل علم  و ادب